# Gladius

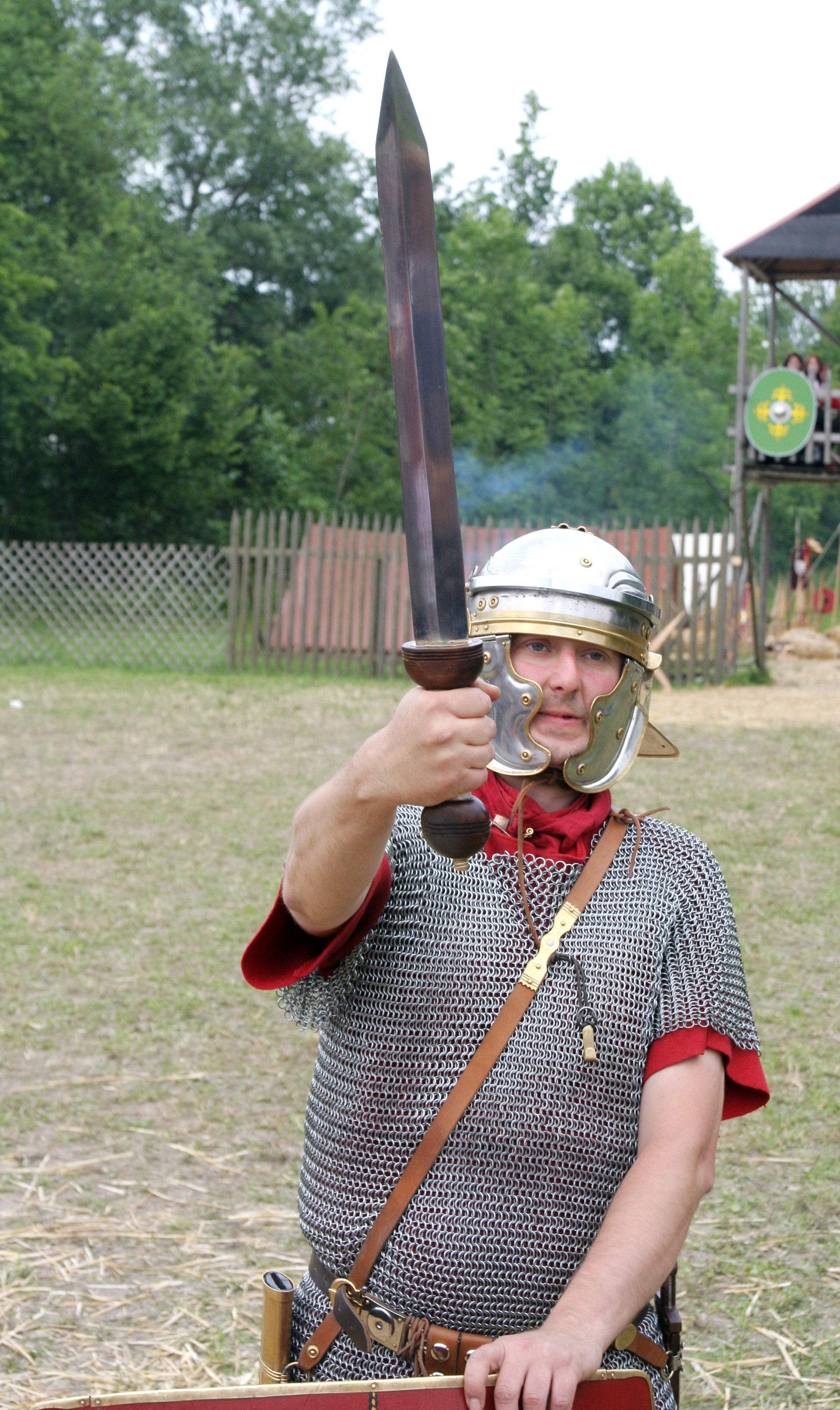
Gladius

Gladius este o spadă, împrumutată de romani, probabil în Primul Război Punic sau în cel de-al Doilea de la spanioli. Gladius era scurtă și lată, având tăișuri paralele și vârf triunghiular. Teaca putea fi decorată cu motive florale, așa cum apare pe monumentul de la Tropaeum Traiani. Uneori, lama era damaschinată. În perioada târzie, mânerul putea fi stilizat. În timp ce originile gladius-ului sunt spaniole, în timpul secolului I î.H., acesta a suferit destule schimbări în mâinile romane, astfel încât să devină o nouă armă.
Gladius-ul avea o lungime puțin mai mică decât 65 de centimetri, o lățime de aproximativ 7,5 centimetri și o greutate de aproximativ 900 de grame. Inițial, gladius-ul avea o lungime de aproximativ 69 de centimetri, sau cuprinsă între 64 și 69 de centimetri. Acest model de gladius avea două tăișuri și un punct conic. Gladius-urile din perioada tindeau să fie mai mari decât cele din perioada imperială. Gladius-urile imperiale aveau o formă de frunză alungită, cu un punct conic lung.

## Tipuri de gladius

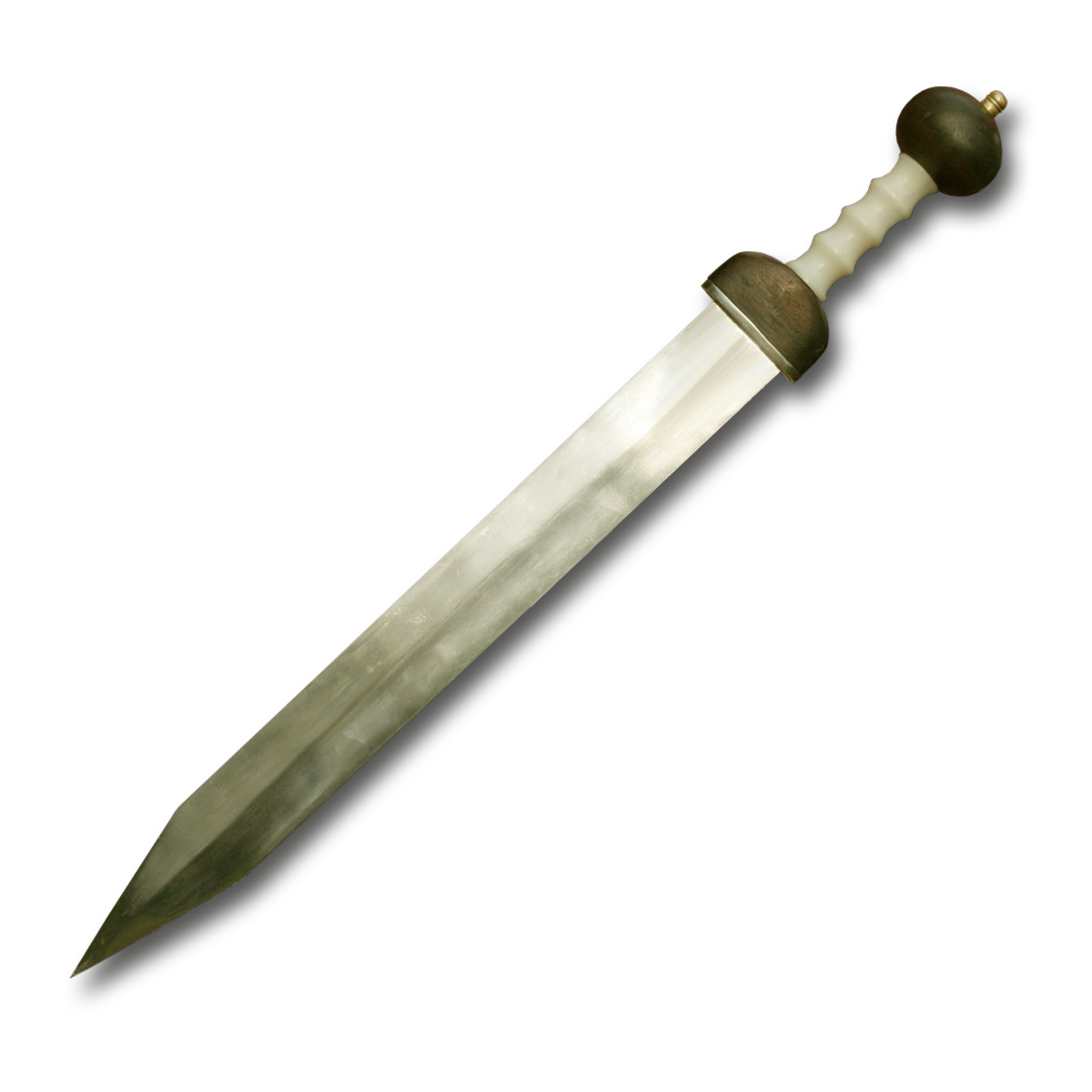
Gladius

### Gladius de tip Graecus
Acest model de gladius a fost folosit inițial de hopliții greci, iar mai târziu de către gladiatorii busturii și hoplomachus.

### Gladius Hispaniensis
Acest prim model de gladius avea o lamă dreaptă, două tăișuri și un punct conic abrupt. Deși era utilizat pentru junghi, în mâinile unui om calificat putea tăia membrele și capetele.

### Gladius de tipMainz
Gladius-ul de tip Mainz a fost numit așa, datorită faptului că primul tip a fost descoperit la Mainz, Germania. Numeroase modele au fost descoperite în siturile din timpul împăratului Octavianus Augustus. Unele exemplare au fost descoperite și în Anglia, fapt ce sugerează că au fost folosite înainte de cucerirea Britanniei în anul 43 î.H.. Acesta avea o mărime obișnuită cuprinsă între 41 și 56 de centimetri, iar o lățime de aproximativ 5-8 centimetri.

### Gladius de tipFulham
Gladius-ul de tip Fulham avea același model de bază ca și tipul Mainz. De asemena, tipul Fulham este mai rigid în construcție și nu dispune de liniile zdrobitoare ale predecesorului său.

### Gladius de tipPompeii
Modelul Pompeii a reprezentat o primă schimbare majoră a scuturilor scurte romane, fapt ce demonstrează că tacticile de luptă au fost puternic schimbate pentru a sublinia forța, mai mult decât înjunghierea în luptă.